# Zeropera
ZerOpera è una VHS live di Renato Zero pubblicata nel 1993 contenente la registrazione dell'ultima tappa del tour omonimo tenuta allo Stadio Flaminio di Roma.

## Scaletta
Il concerto, per riprendere la ripartizione tipica di un'opera, è diviso in due atti.

### Atto primo
1. Il jolly
2. Vivo
3. L'aquilone Piero
4. Chi più chi meno
5. Non sparare
6. Ho dato
7. Che ti do
8. Figli della guerra
9. Marciapiedi
10. Vagabondo cuore
11. Ostinato amore
12. Quando finisce il male
13. Niente trucco stasera
14. Fine favola
15. Ha tanti cieli la luna

### Atto secondo
1. Resisti/Fortuna/Guai
2. L'altra bianca
3. Una magia
4. Padre nostro
5. Uomo No/Più su/Amico
6. Spalle al muro
7. Voyeur
8. E ci sei
9. Casal de' pazzi
10. Il cielo

## Musicisti
Renato Zero è accompagnato da:
- RITMICA: Lele Melotti (batteria), Dino D'Autorio (basso), Giorgio Cocilovo (chitarra), Danilo Riccardi (tastiere).
- CORI: Gianna Spagnuolo, Giulietta Zanardi, Fatima Lucarini, Marco D'Angelo, Tiziana Majonica, Vincenzo Di Toma, Charles Cannon, Sergio Allegrini.

E dall'orchestra Filarmonica di Parma, dirige il Maestro Renato Serio.